# 德哈维兰加拿大DHC-3
德哈维兰加拿大DHC-3渦扇水濑是由德哈维兰加拿大所研发的单引擎、高翼、具有短距起降（STOL）的螺旋槳飛机。其定位是和早期和非常成功的DHC-2海狸相同，也可以当作丛林飞机使用，但机身比DHC-2要大。